# 카이츠
《카이츠》(Kites)는 2010년 공개된 미국의 영화이다.
이 영화는 심각한 손실을 입은 후 평생 동안 ₹47 크로어 (US $ 1028 백만)의 순이익을 모았다.

## 줄거리
라스베이거스의 댄스 강사인 제이 레이는 돈을 받고 이민 여성들과 위장 결혼을 하는 부업을 한다. 그러던 중 그는 카지노 재벌의 딸인 지나와 사랑에 빠져 결혼을 통해 신분 상승을 꿈꾼다. 하지만 예비 처남인 토니가 제이가 이전에 위장 결혼했던 멕시코 여성 나타샤와 결혼하려 한다는 사실을 알게 된다. 나타샤는 과거 제이가 "린다"라는 이름으로 알고 있던 인물이다. 결혼식 전날, 제이와 린다는 우스갯소리로 '이혼'을 하기로 합의하지만, 린다의 집에 찾아온 토니는 질투심에 휩싸여 그녀를 폭행한다. 제이와 몸싸움을 벌이던 토니는 린다에게 맞아 기절하고, 제이와 린다는 멕시코로 도망치게 된다. 토니와 경찰의 추격을 피해 제이의 친구 로빈의 도움을 받아 위조 여권을 얻어 멕시코에서 결혼한다.
하지만 결혼식 날, 로빈은 토니 일당에게 총에 맞아 죽고, 제이 또한 총상을 입는다. 린다는 제이를 열차에 태워 피신시키고, 자신은 차를 몰고 도망친다. 현재 시점으로 돌아와 제이는 보스의 부하에게 린다의 행방을 듣게 되고, 토니 일당을 모두 죽인 후 토니마저 살해한다. 하지만 지나에게 총을 맞고, 린다를 찾아 나선다. 린다는 열차에서 피신 후 절벽에서 공격을 받아 제이에게 "미안해, 잊어줘"라는 메시지를 남기고 절벽에서 차를 몰고 자살한다. 슬픔에 잠긴 제이는 결국 웃으며 절벽에서 뛰어내리고, 바닷속에서 린다와 재회하며 죽음으로 영원한 사랑을 완성한다.

## 출연

### 주연
- 리틱 로샨
- 바바라 모리

### 조연
- 스티븐 마이클 쿠에자다
- 러스 레인스
- 카버 베디
- 칸가나 라놀트
- 니콜라스 브라운
- 제이미 하카니
- 데이브 콜론
- 이반 브룻쉐
- 클락 산체즈
- 아난드 티워리
- 유리 수리
- 로널드 로버트 해밀턴

## 기타
- Line PD: 프라샨트 샤
- Line PD: 라제쉬 샤
- 프로듀서: 길리 그레이
- 미술: 데이빗 바카